# Infrapoblación
La infrapoblación se suele definir como un descenso demográfico tan fuerte que amenaza al sistema económico de un determinado país. Un ejemplo sencillo es un país con un sistema de seguridad social con ayudas a los jubilados, y en que a una generación que tuviera una media de 3 hijos por mujer le sucediera otra con menos de 2 hijos. En este caso, la generación más joven no podría sostener a la generación envejecida, lo que podría dar lugar a problemas.
La infrapoblación no tiene que ver con la cantidad de personas que viven en un determinado país, sino en la proporción entre su población en una generación dada y la siguiente, y no se suele oponer a la superpoblación, que tiene que ver con la población en relación con los recursos absolutos.
Una posible solución a la infrapoblación es el aumento de la natalidad o de la inmigración. Al contrario, un aumento de la mortalidad o de la emigración agravará la situación.
Existe "una fuerte correlación negativa entre natalidad y la participación femenina en el trabajo".